# Adrian Kubicki
Adrian Marian Kubicki (ur. 1987 w Toruniu) – polski dyplomata i rzecznik prasowy, od 2020 do 2024 Konsul Generalny RP w Nowym Jorku.

## Życiorys
Adrian Kubicki w 2013 ukończył studia licencjackie na kierunku stosowane nauki społeczne na Uniwersytecie Warszawskim, broniąc pracę dyplomową Charakterystyka pasażera lotniczego w ujęciu socjologicznym. Tytuł magistra stosunków międzynarodowych uzyskał w Collegium Civitas w Warszawie. Ukończył również studia MBA na Collegium Humanum.
Pracował jako dziennikarz portalu ngo.pl oraz w Radio Eska (2009–2014) i Vox FM (2011–2014). Współpracował z magazynami Podróże i National Geographic Traveler. Od czerwca 2015 pracownik Polskich Linii Lotniczych LOT, od listopada 2015 dyrektor Biura Komunikacji Korporacyjnej LOT, a od 2016 rzecznik prasowy. Od 2019 do 2020 był dyrektorem Instytutu Kultury Polskiej w Nowym Jorku. W 2020 został Konsulem Generalnym RP w Nowym Jorku, będąc najprawdopodobniej najmłodszym konsulem generalnym w historii III RP. Funkcję pełnił do czerwca 2024.
W 2016 ożenił się z Anną Fabczak-Kubicką. Ojciec Laury.